# Allqokirus
Allqokirus australis is een uitgestorven buideldierachtige. Het was een carnivoor die tijdens het Paleoceen in Zuid-Amerika leefde. Allqokirus behoort tot de familie Mayulestidae van de Sparassodonta, Zuid-Amerikaanse carnivore buideldierachtigen uit het Kenozoïcum. 

## Fossiele vondsten
Allqokirus leefde in het Vroeg-Paleoceen (ongeveer 65 miljoen jaar geleden) en fossielen zijn gevonden in de Santa Lucía-formatie in Bolivia. Het holotype is een fragmentarische rechter bovenkaak met een kies. In 2018 werd een nieuw fossiel beschreven, bestaande uit een groot gedeelte van de schedel van Allqokirus: het rostrum, het jukbeen, het schedeldak, het rotsbeen, de linker en rechter onderkaak inclusief een deel van het gebit.

## Kenmerken
Allqokirus was iets kleiner met een slankere kop dan de verwante Mayulestes De kop was ongeveer 4 cm groot met een geschatte kop-romplengte van 14 cm. Het was een klein roofdier, die dezelfde ecologische niche bezette als hedendaagse wezels of marters. Allqokirus voedde zich vermoedelijk met kleine buideldieren, kikkers, hagedissen, grote insecten en eieren.  